# Антоніу Нобре (арбітр)
Антоніу Емануель Карвалью Нобре (24 листопада 1988, Лейрія) — португальський футбольний арбітр. Судить матчі в Прімейр-Лізі з 2017 року. Арбітр ФІФА та УЄФА з 2019 року.

## Суддівська кар'єра
19 серпня 2017 року Нобре відсудив свій перший матч у чемпіонаті Португалії. У матчі між «Тонделою» та «Ешторіл-Прайя» 2–3 суддя п'ять разів показав жовту картку.
У євро кубках дебютував 11 липня 2019 року під час матчу між ФК «Лієпая» та «Динамо Мінськ» у рамках першого кваліфікаційного раунду Ліги Європи УЄФА. Гра закінчилася з рахунком 1–1, і Нобре знову показав жовті картки п'ятьом гравцям.
Він відсудив свій перший міжнародний матч 11 червня 2022 року, коли Люксембург програв Туреччині з рахунком 0–2 через реалізований пенальті від Хакана Чалханоглу та гол від Сердара Дурсуна. У цьому матчі Нобре показав лише жовту картку люксембуржцю Леандру Баррейру.